# Cuxland

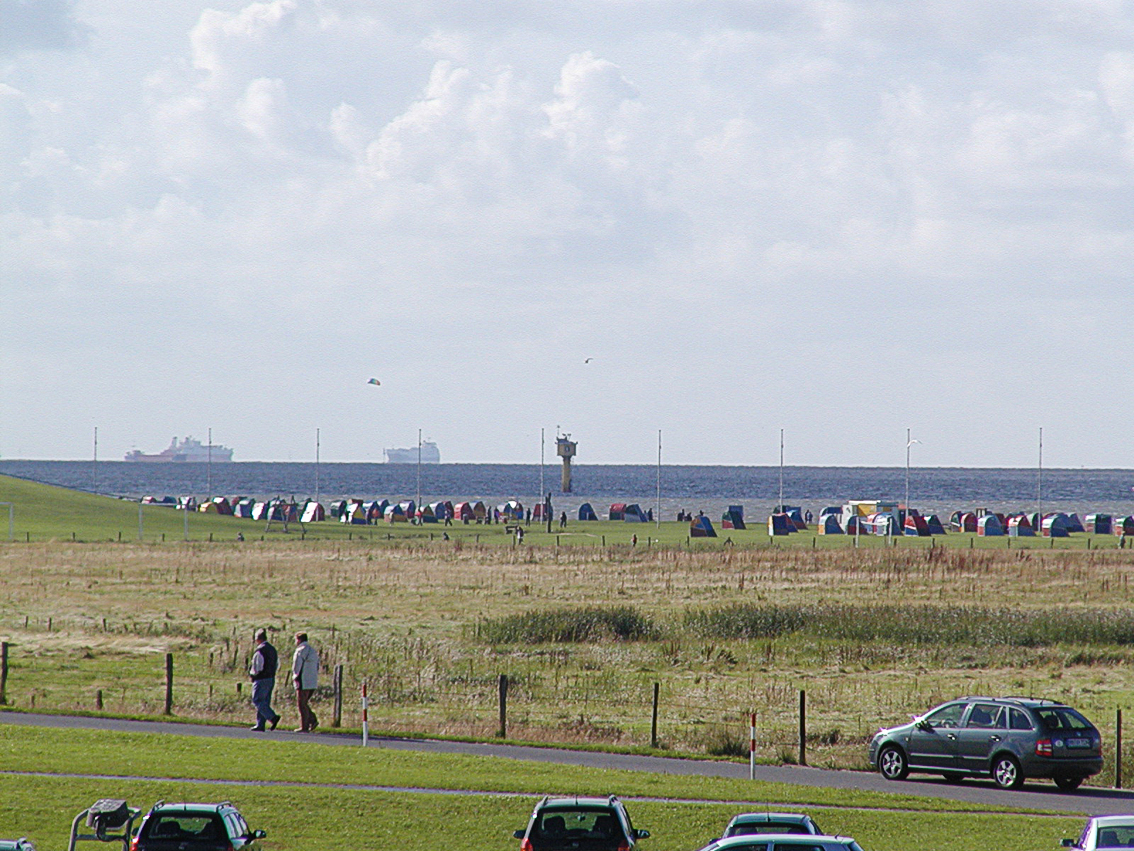
Blick vom Deich auf die Elbmündung und das Deichvorland mit Grünstrand in Otterndorf

Als Cuxland wird im touristischen Kontext der zwischen der Weser- und der Elbmündung gelegene Landkreis Cuxhaven bezeichnet.

## Begrifflichkeit
Bei dem Begriff Cuxland handelt es sich um ein allein zum Zweck der Tourismuswerbung entwickeltes Kunstwort, nicht jedoch um eine historische Landschaftsbezeichnung. Hiermit werden insbesondere die Badeorte der Wurster Nordseeküste wie Dorum, Wremen und Midlum, außerdem die zur Stadt Cuxhaven gehörenden Seebäder Sahlenburg, Duhnen und Döse sowie die Stadt Otterndorf bezeichnet. Es umfasst somit die historischen Landschaften Land Hadeln und Land Wursten (letzteres historisch zum friesischen Siedlungsraum gehörend).

## Tourismus
Zentrale Anziehungspunkte des Cuxlandes bilden Sahlenburg, Duhnen und Döse, die eine gut ausgebaute touristische Infrastruktur mit Gastronomie und Hotellerie unterschiedlichster Ansprüche, Ferienwohnungen, einem Freizeitbad und Freizeiteinrichtungen sowie Geschäften bieten.
Mit rund 3 Millionen jährlichen Übernachtungen bildet Cuxhaven im deutschen Vergleich die Spitze aller Kurorte. Die Küstenorte der Samtgemeinde Land Wursten und Otterndorf sind vor allem Ziel für Familien. Von Bedeutung im Binnenland ist ferner der Kur-, Fahrrad- und Reittourismus mit Zentrum in Bad Bederkesa.

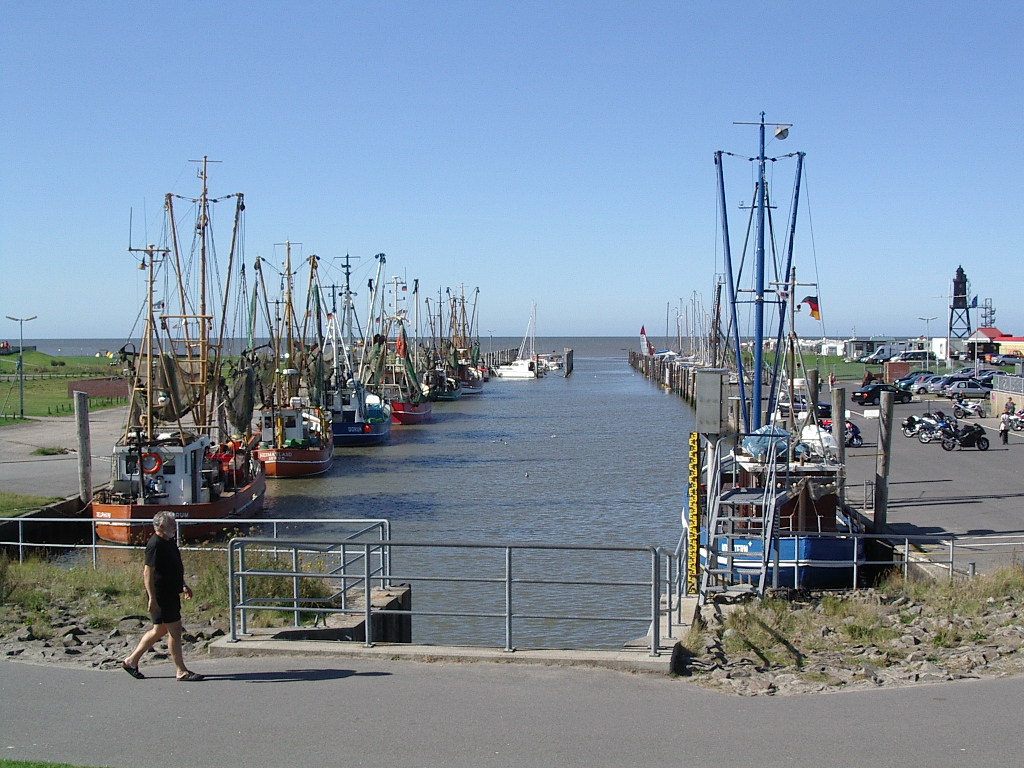
Kutterhafen am Dorumer Tief in Dorum-Neufeld
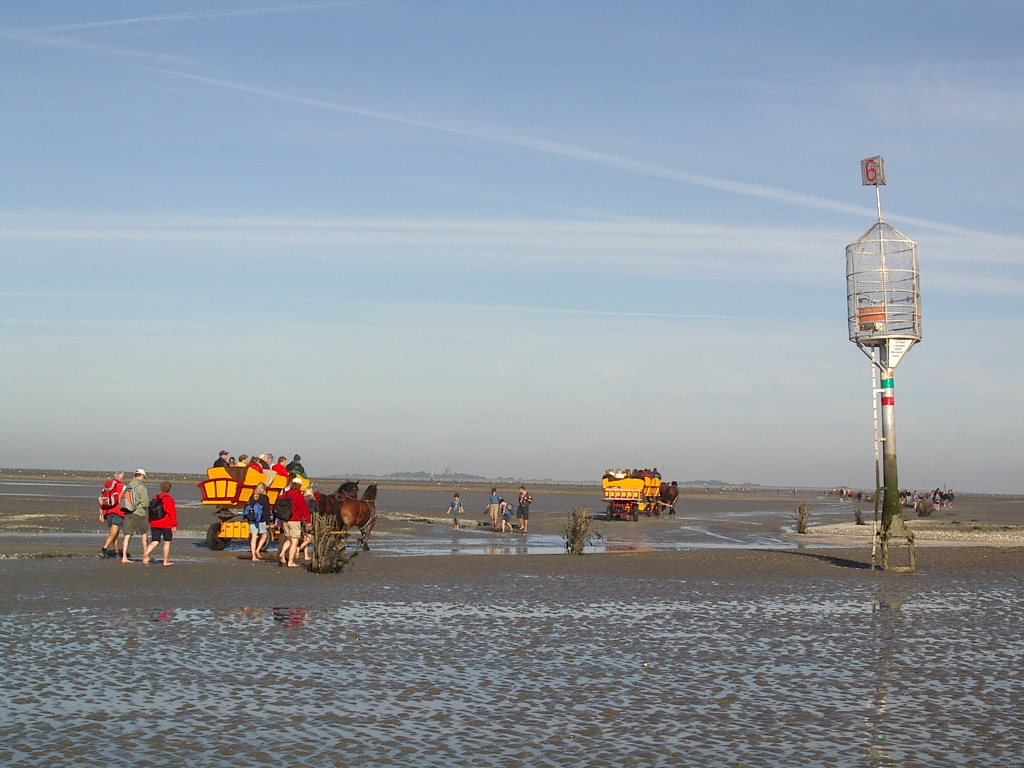
Wattwagen mit Tagestouristen im Sahlenburger Watt bei Cuxhaven, auf dem Weg zur Insel Neuwerk
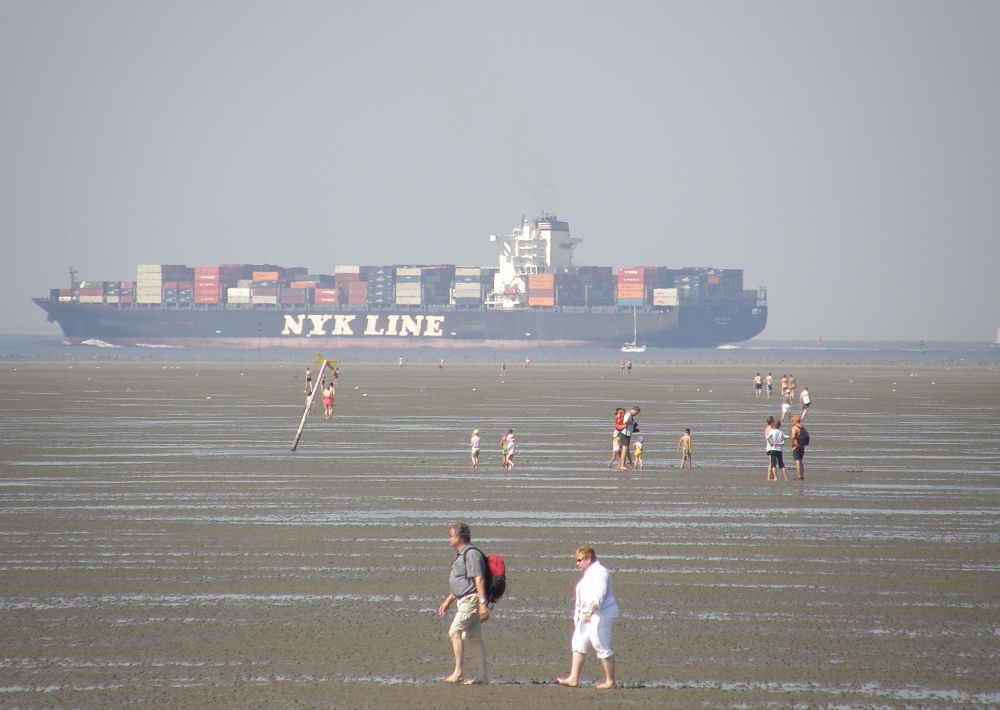
Im Watt vor Cuxhaven-Duhnen
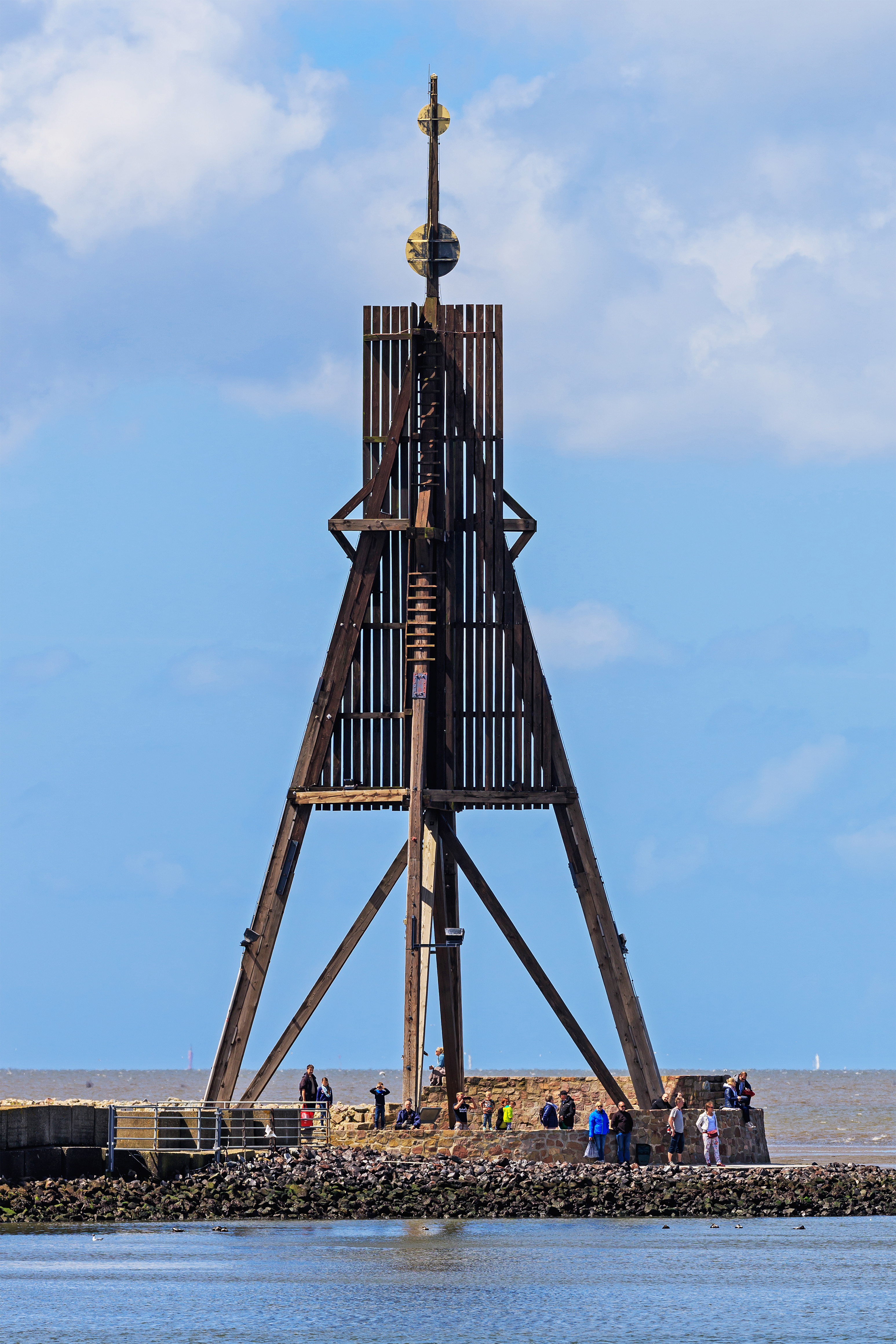
Cuxhavener Wahrzeichen und nördlichster Punkt Niedersachsens: Die Kugelbake
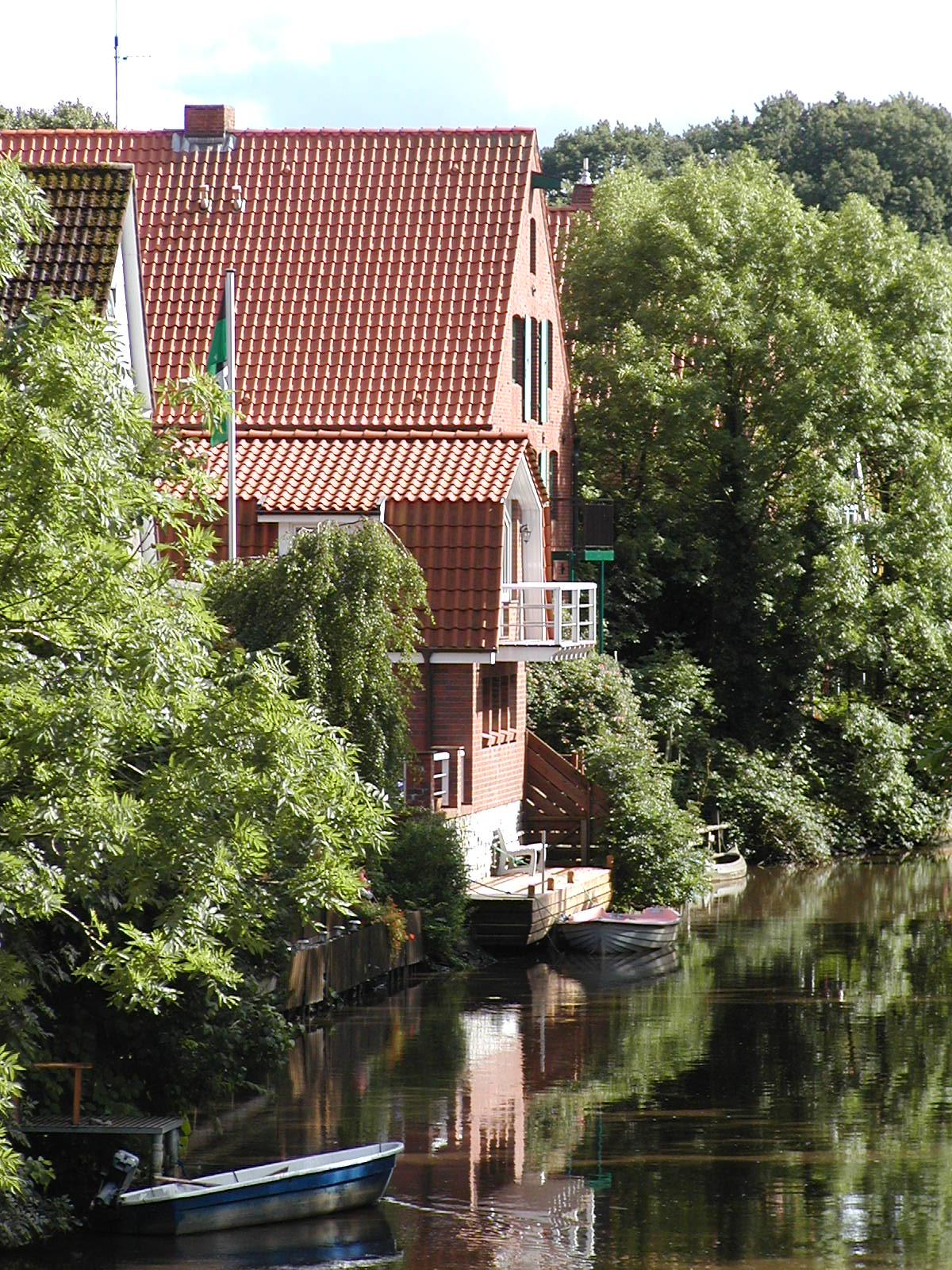
In Otterndorf an der Medem
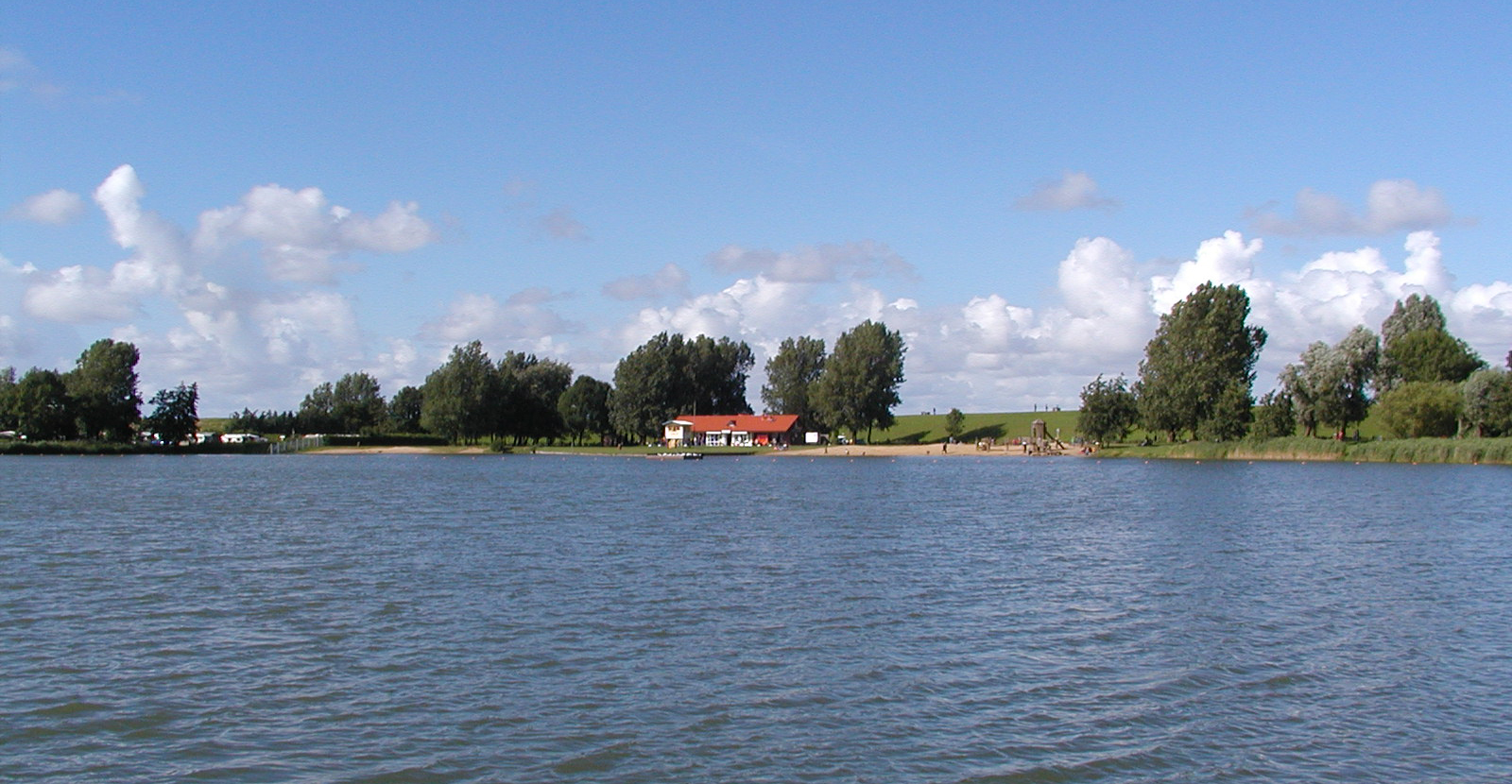
Otterndorf: See Achtern Diek
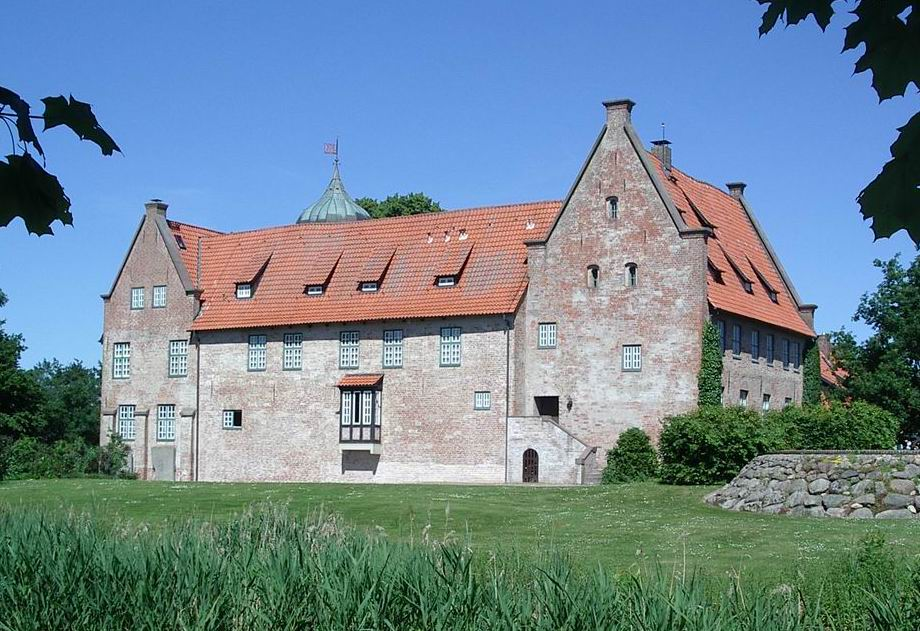
Burg in Bad Bederkesa
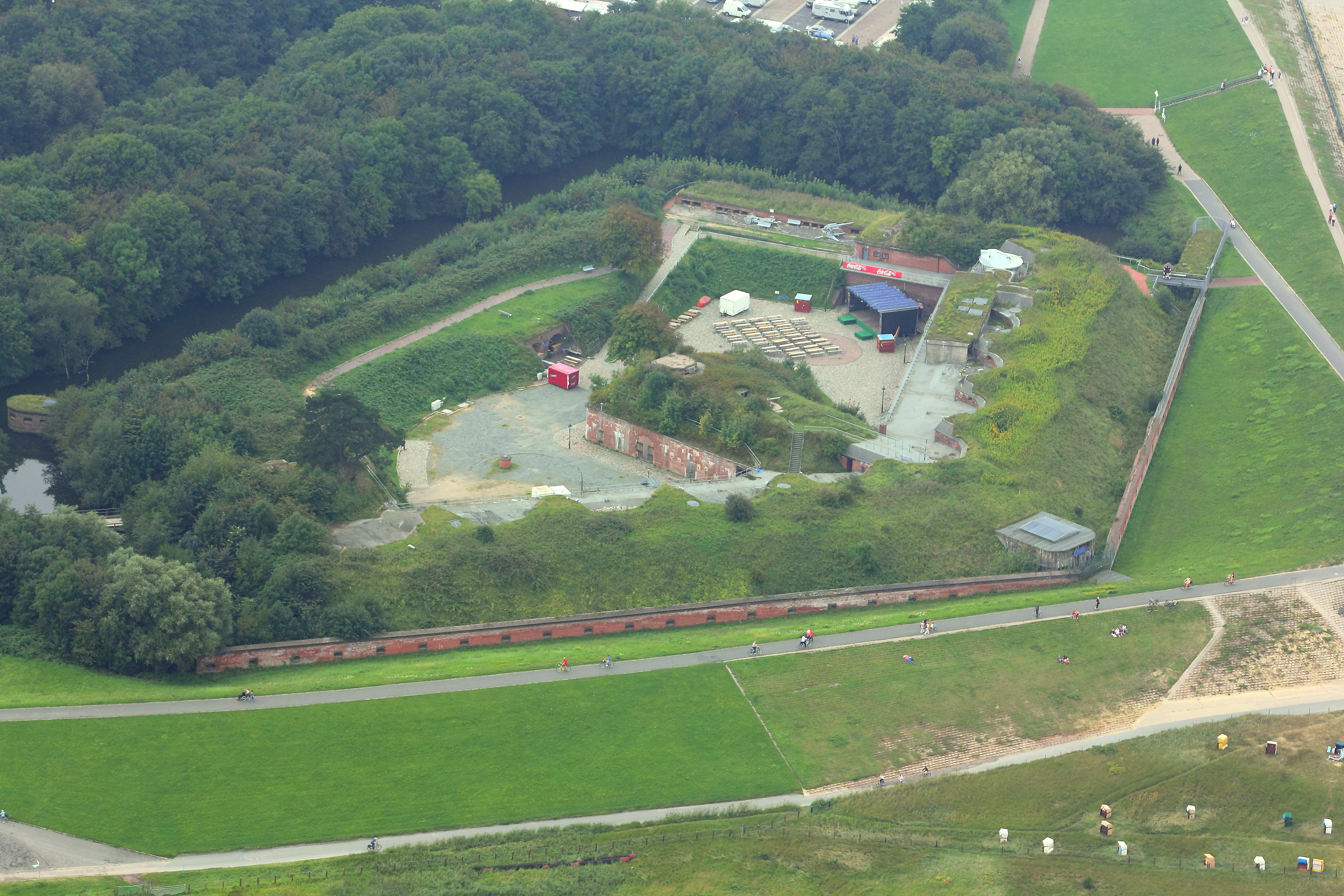
Das ehemalige Marineartilleriefort Fort Kugelbake

## Nutzung des Begriffes „Cuxland“
Ein gebietsansässiges Ferienparkunternehmen hat sich die Rechte an dem Wort „Cuxland“ bereits 1997 markenrechtlich schützen lassen.
Im Sommer 2008 sind hierüber Auseinandersetzungen dokumentiert. In diesem Zusammenhang stellte sich der Kreistag des Landkreises in einem Beschluss hinter die allgemeine und breite Verwendung des Begriffes Cuxland. Seit 2013 ist der Streit beendet.